# Miles Davis Volume 2
Miles Davis Volume 2 è un album di Miles Davis pubblicato dalla Blue Note Records nel 1955.

## Il disco
Pubblicato insieme al gemello Miles Davis Volume 1, fu il secondo 33 giri a 12 pollici della Blue Note che iniziò quell'anno a ripubblicare il suo materiale nel formato discografico che ormai si stava imponendo nel mercato. I due dischi andarono a sostituire nel catalogo dell'etichetta discografica di Alfred Lion i tre album a 10 pollici di Davis pubblicati tra il 1953 e il 1954 e intitolati Young Man with a Horn, Miles Davis Vol. 2 e Miles Davis Vol. 3.

## Tracce

### LP 12 pollici (1955)
Lato A
1. Take Off - (Miles Davis) - 3:37
2. Weirdo - (Miles Davis) - 4:42
3. Would'n You - (Dizzy Gillespie) - 3:19
4. I Waited for You - (Dizzy Gillespie, Gil Fuller) - 3:26
5. Ray's Idea (Alternate Master) - (Ray Brown, Gil Fuller) - 3:48
6. Donna - (Jackie McLean) - 3:10

Lato B
1. Well, You Needn't - (Thelonious Monk) - 5:20
2. The Leap - (Miles Davis) - 4:28
3. Lazy Susan - (Miles Davis) - 4:00
4. Tempus Fugit (Alternate Master) - (Bud Powell) - 3:55
5. It Never Entered My Mind - (Richard Rodgers, Lorenz Hart) - 4:02

- Tracce 4 e 5 Lato A e 4 Lato B registrate il 9 maggio 1952, WOR Studios, New York
- Tracce 3 e 6 Lato A registrate il 20 aprile 1953, WOR Studios, New York
- Tracce 1, 2 Lato A e 1, 2, 3 e 5 Lato B registrate il 6 marzo 1954, Rudy Van Gelder Studio, Hackensack, New Jersey

### Versione rimasterizzata su CD (2001)
1. Kelo - (J. J. Johnson) - 3:16
2. Enigma - (J. J. Johnson) - 3:20
3. Ray's Idea - (Ray Brown, Gil Fuller) - 6:42
4. Tempus Fugit - (Bud Powell) - 3:47
5. C.T.A. - (Jimmy Heath) - 3:30
6. I Waited for You - (Dizzy Gillespie, Gil Fuller) - 3:26
7. Kelo (Alternate Take) - 3:23
8. Enigma (Alternate Take) - 3:23
9. Ray's Idea (Alternate Take) - 3:48
10. Tempus Fugit (Alternate Take) - 3:55
11. C.T.A. (Alternate Take) - 3:15

- Tracce registrate il 20 aprile 1953, WOR Studios, New York

## Formazione
1952
- Miles Davis - tromba
- Jackie McLean - sassofono contralto
- J. J. Johnson - trombone
- Gil Coggins - pianoforte
- Oscar Pettiford - contrabbasso
- Kenny Clarke - batteria

1953
- Miles Davis - tromba
- Jimmy Heath - sassofono tenore
- J. J. Johnson - trombone
- Gil Coggins - pianoforte
- Percy Heath - contrabbasso
- Art Blakey - batteria

1954
- Miles Davis - tromba
- Horace Silver - pianoforte
- Percy Heath - contrabbasso
- Art Blakey - batteria

## Edizioni
- 1955 – LP, Blue Note Records BLP 1502
- 1968 – LP, Blue Note Records BST 81.502, versione stereo[1]
- 1988 – CD, Blue Note Records CDP 7 81502 2, nuova edizione
- 2001 – CD, Blue Note Records EMI 7243 5 32611 2 2, edizione rimasterizzata digitalmente da Rudy Van Gelder